# Alex de Minaur
Alex de Minaur (španělsky: Álex de Miñaur, * 17. února 1999 Sydney) je australský profesionální tenista španělsko-uruguayského původu. Ve své dosavadní kariéře na okruhu ATP Tour vyhrál deset turnajů ve dvouhře a jeden ve čtyřhře. Na challengerech ATP a okruhu ITF získal tři tituly ve dvouhře a dva ve čtyřhře.
Na žebříčku ATP byl ve dvouhře nejvýše klasifikován v červenci 2024 na 6. místě a ve čtyřhře v říjnu 2020 na 58. místě. V lednu 2024 se stal jedenáctým Australanem v Top 10 a prvním po osmnácti letech, když naposledy před ním byl jejím australským členem Hewitt v roce 2006. Na juniorském kombinovaném žebříčku ITF nejvýše figuroval během února 2016 na 2. místě. Trénují ho Adolfo Gutierrez a Lleyton Hewitt.
Po boku krajana Blakea Ellise vyhrál juniorskou čtyřhru Australian Open 2016. Jako poražený finalista pak odešel z chlapecké juniorky ve Wimbledonu 2016, kde nestačil na Kanaďana Denise Shapovalova.
V australském daviscupovém týmu debutoval jako 18letý v roce 2018 prvním kolem Světové skupiny proti Německu, v němž prohrál zahajovací dvouhru se světovou pětkou Alexandrem Zverevem. V rozhodující páté sadě přitom ztratil vedení 3–0 na gamy a výhodu na druhý brejk. Australané odešli poraženi 1:3 na zápasy. Na finálovém turnaji 2022 odehrál pět ze šesti mezistátních zápasů. V závěrečném utkání o titul podlehl Félixi Augeru-Aliassimemu a Kanada získala salátovou mísu po výhře 2:0 na zápasy. Členem týmu poražených finalistů se stal i v roce 2023, kdy Australané nestačili na Itálii. Do září 2024 v soutěži nastoupil ke dvaceti mezistátním utkáním s bilancí 15–7 ve dvouhře a 0–1 ve čtyřhře.
Asociace tenisových profesionálů jej vyhlásila nováčkem roku pro sezónu 2018.

## Tenisová kariéra

### Počáteční fáze
V rámci hlavních soutěží událostí okruhu ITF debutoval v červenci 2015, když na antukový turnaj ve španělské Denii obdržel divokou kartu. Ve čtvrtfinále podlehl Španělu Miguelu Semmlerovi.
V hlavní soutěži dvouhry okruhu ATP World Tour debutoval na lednovém Brisbane International 2017 po kvalifikačních výhrách nad Kazachem Michailem Kukuškinem a Američanem Francesem Tiafoem. V úvodním kole singlu podlehl Němci Mischovi Zverevovi. Následující týden obdržel divokou kartu na Apia International Sydney 2017, kde zaznamenal premiérový vyhraný zápas kariéry. V první fázi vyřadil čtyřicátého šestého hráče žebříčku Benoîta Paireho z Francie. Po úvodní sadě druhého kola však skrečoval Andreji Kuzněcovovi.
Debut v hlavní soutěži nejvyšší grandslamové kategorie zaznamenal v mužském singlu Australian Open 2017, do něj získal divokou kartu. Kvalifikaci majoru odehrál poprvé již rok předtím na Australian Open 2016, ale nepřešel brány úvodní fáze po porážce od Belgičana Kimmera Coppejanse. Na melbournském grandslamu 2017 zdolal v prvním kole Rakušana Geralda Melzera po pětisetové bitvě. Během čtvrtého dějství přitom odvrátil mečbol. Následně nenašel recept na amerického hráče Sama Querreyho.

### 2018: První dvě finále ATP Tour, průlom do Top 100 a nováček roku
Sezónu otevřel druhou účastí na Brisbane International, kam získal divokou kartu do hlavní soutěže. Poprvé v kariéře postoupil na okruhu ATP Tour do čtvrtfinále i semifinále. Na jeho raketě postupně dohráli Američan Steve Johnson, dvacátý čtvrtý muž klasifikace Milos Raonic a mezi poslední osmičkou americký kvalifikant Michael Mmoh. V semifinálové fázi jej zastavil další zástupce amerického tenisu Ryan Harrison. De Minaur se tak jako 208. hráč žebříčku stal nejníže postaveným i nejmladším semifinalistou brisbaneského turnaje za předchozích deset ročníků. Do navazujícího Sydney International získal zvláštní výjimku a pokračoval na vítězné vlně, když přešel přes Fernanda Verdasca, světovou třicítku Damira Džumhura a Feliciana Lópeze do druhého semifinále v řadě. Stal se tak nejmladším tenistou túry ATP od roku 2005 a Rafaela Nadala, který se probojoval do semifinále na dvou navazujících turnajích. V něm vyřadil Francouze Benoîta Paireho, což znamenalo premiérovou účast ve finálovém souboji. Z něho však odešel poražen od Rusa Daniila Medveděva, ačkoli získal úvodní set.

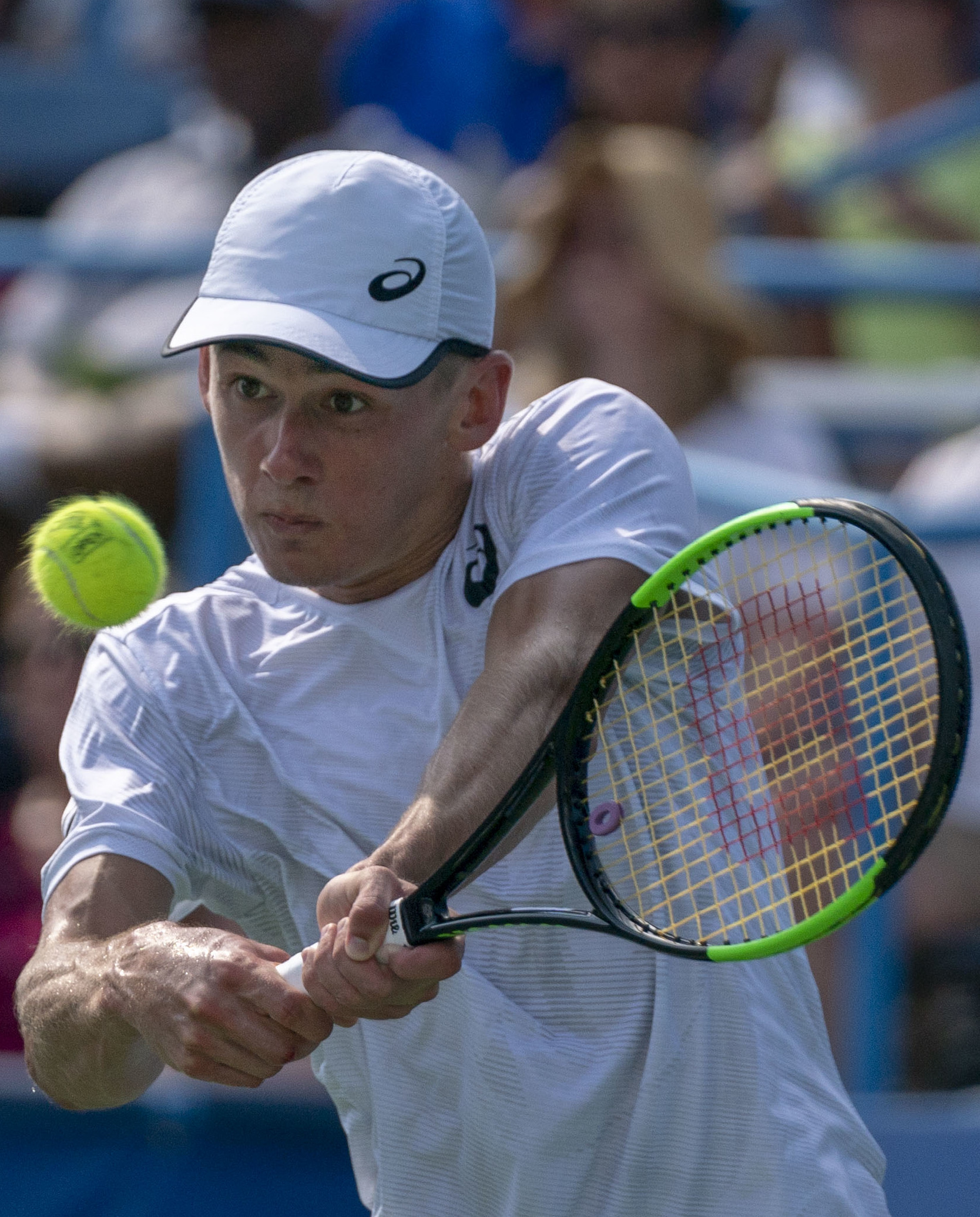
Na Citi Open 2018 si zahrál první finale v kategorii ATP 500

První major roku, Australian Open, znamenal časné vypadnutí v úvodní fázi od dvacátého muže žebříčku Tomáše Berdycha. Po únorovém debutu v Davis Cupu proti Německu, si během března zahrál první dvě akce v kariéře ze série ATP Masters. Nejdříve jej ve druhém kole BNP Paribas Open v Indian Wells vyřadil pozdější argentinský šampion Juan Martín del Potro. O dva týdny později na Miami Open v Key Biscayne podlehl v první fázi Japonci Jošihitu Nišiokovi. V dubnu prošel do svého třetího challengerového finále, JC Ferrero Challenger Open v Alicante, kde jej zdolal španělský antukář Pablo Andújar.
Na pařížský French Open zavítal díky divoké kartě pořadatelů. Na antukovém majoru však utržil rychlou porážku od šestnáctého nasazeného Brita Kylea Edmunda. Poté svedl dvě navazující travnatá finále challengerů. První na Fuzion 100 Surbiton Trophy v Surbitonu prohrál s Francouzem Jérémym Chardym. Po skončení poprvé pronikl mezi sto nejlepších tenistů světa, když mu 11. června 2018 na žebříčku ATP patřila 96. příčka. Naopak z druhého na nottinghamském Nature Valley Open vyšel vítězně a získal premiérový titul v této úrovni tenisu. Ve finále přehrál britského hráče Dana Evanse. Debutově do třetí fáze grandslamu postoupil ve Wimbledonu po výhrách nad dvacátým devátým hráčem klasifikace a čerstvým semifinalistou French Open Marcem Cecchinatem i Pierrem-Huguesem Herbertem. Ve třetím zápase jej vyřadila světová jednička Rafael Nadal.
Letní túra na amerických betonech začala postupem do druhého kariérního finále a prvního v kategorii ATP 500. Cestou do něj na washingtonském Citi Open postupně zdolal Vaska Pospisila, jedenáctého nasazeného Steva Johnsona, turnajovou osmičku a semifinalistu Australian Open Čonga Hjona. Po odstoupení Andyho Murrayho v semifinále čelil ruskému hráči Andreji Rubljovovi, jemuž dokázal v tiebreaku druhé sady odvrátit za stavu 2:6 čtyři mečboly v řadě. Dalšími dvěma vítěznými fiftýny a výhrou 8:6 si vynutil rozhodující set, který zvládl. Ve finálovém duelu pak podruhé v roce nenašel recept na světovou trojku Alexandra Zvereva. Bodový zisk jej poprvé posunul do elitní světové padesátky na 43. příčku. Na Winston-Salem Open přijížděl jako patnáctý nasazený. Na úvod však podlehl Rusu Daniilu Medveděvovi. Na druhém grandslamu za sebou se probojoval do třetího kola, když během US Open vyřadil Tara Daniela a Francese Tiafoea. Dohrál však na raketě chorvatské světové sedmičky Marina Čiliće po pětisetové bitvě. Do semifinále se podíval na zářijovém ATP Shenzhen Open, v němž jej zastavil Francouz ze sedmé desítky klasifikace Pierre-Hugues Herbert. V osmifinále vypadl na Shanghai Rolex Masters s Alexandrem Zverevem a na úvod již z pařížského Rolex Paris Masters po prohře od Feliciana Lópeze. V říjnu se stal poprvé mužskou australskou jedničkou, když na této pozici vystřídal Nicka Kyrgiose. Sezónu zakončil na 31. příčce. Asociace tenisových profesionálů jej v závěru sezóny vyhlásila nováčkem roku.

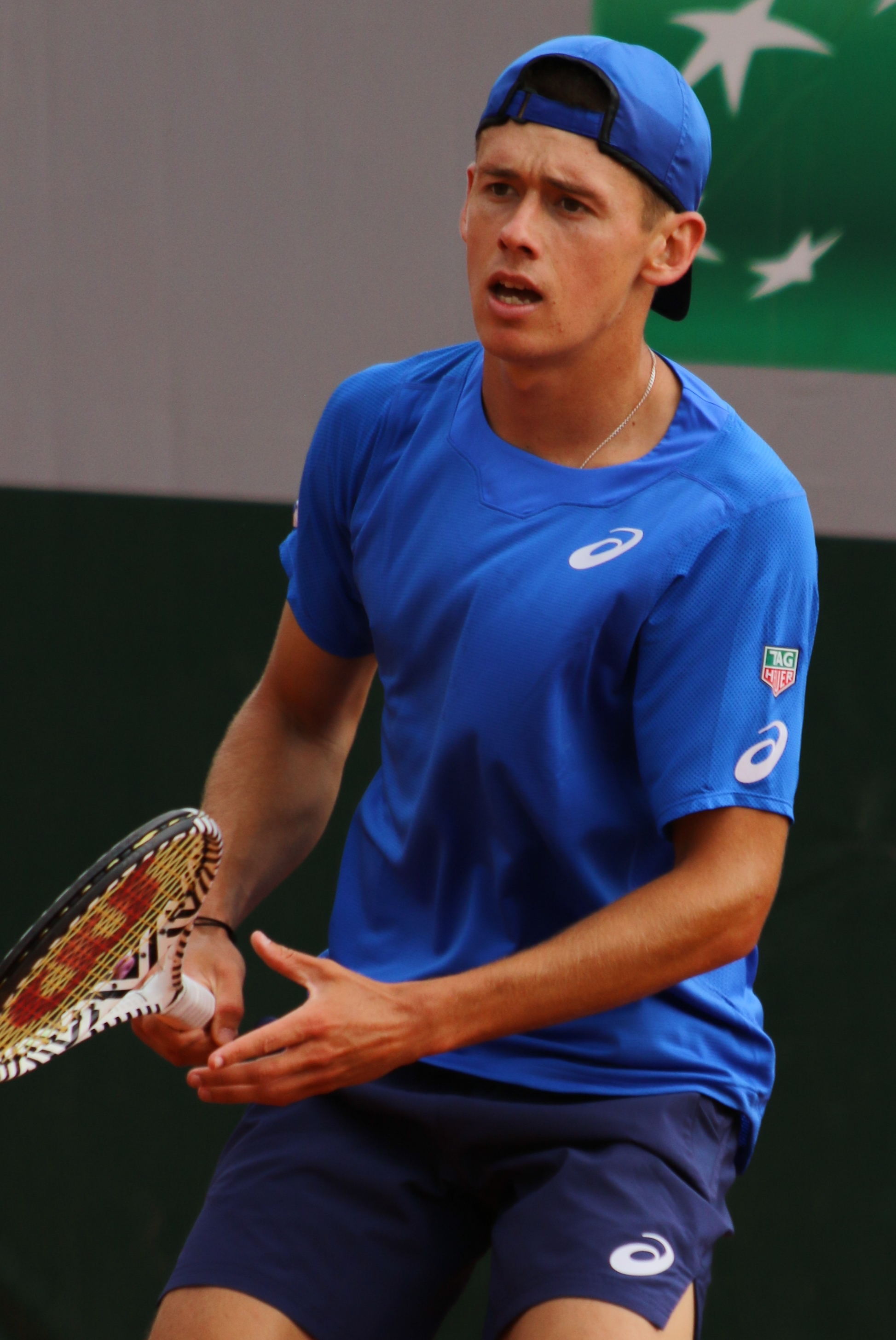
Během French Open 2019

V listopadu se kvalifikoval na exhibiční Next Generation ATP Finals do Milána pro osm nejlepších hráčů sezóny do 21 let. Bez porážky v základní skupině prošel do semifinále, v němž vyřadil Španěla Jaume Munara. V boji o titul podlehl nejvýše nasazenému 20letému Řekovi a světové patnáctce Stefanosi Tsitsipasovi po čtyřsetovém průběhu.

### 2019: První tituly ATP
Sezónu rozehrál čtvrtfinálem na Brisbane International, které mu o dva týdny později zajistilo první nasazení na grandslamu. Ve svém rodišti pak získal první kariérní titul ATP, když ovládl Sydney International. Na cestě do finále na jeho raketě bez získaného setu dohráli Dušan Lajović, Reilly Opelka, Jordan Thompson a Gilles Simon. V závěrečném duelu pak zdolal italskou turnajovou osmičku Andrease Seppiho po zvládnutých koncovkách obou setů. V devatenácti letech vyhrál v Sydney jako nejmladší šampion od roku 2001, kdy akci ovládl také devatenáctiletý Lleyton Hewitt. Melbournské Australian Open znamenalo postup do třetího kola, v němž nenašel recept na světovou dvojku Rafaela Nadala.
Pařížské Roland Garros opustil jako dvacátý první nasazený ve druhé fázi po hladké porážce od španělského antukáře Pabla Carreña Busty. Ve Wimbledonu pak v téže fázi nezvládl pětisetovou bitvu proti Američanu Stevu Johnsonovi. Druhou trofej na túře ATP si odvezl z letního BB&T Atlanta Open, když ve finále zdolal amerického tenistu Taylora Fritza. Ve 20 letech se stal nejmladším šampionem turnaje. Od zavedení zápasových statistik ATP v roce 1991 představoval teprve třetího vítěze dvouhry, jenž v celém turnaji nečelil ani jednomu brejkbolu. Ve čtyřech utkáních na servisu získal všech 42 gemů. V tomto rekordu navázal na Haase z Memphisu 2007 a Isnera z Newportu 2017.
Na newyorském majoru US Open poprvé vyřadil člena elitní světové desítky. Ve třetím kole přehrál japonskou světovou sedmičku Keie Nišikoriho. V debutovém osmifinále grandslamu však vypadl s Bulharem Grigorem Dimitrovem, figurujícím na sedmdesáté osmé příčce žebříčku.

## Soukromý život

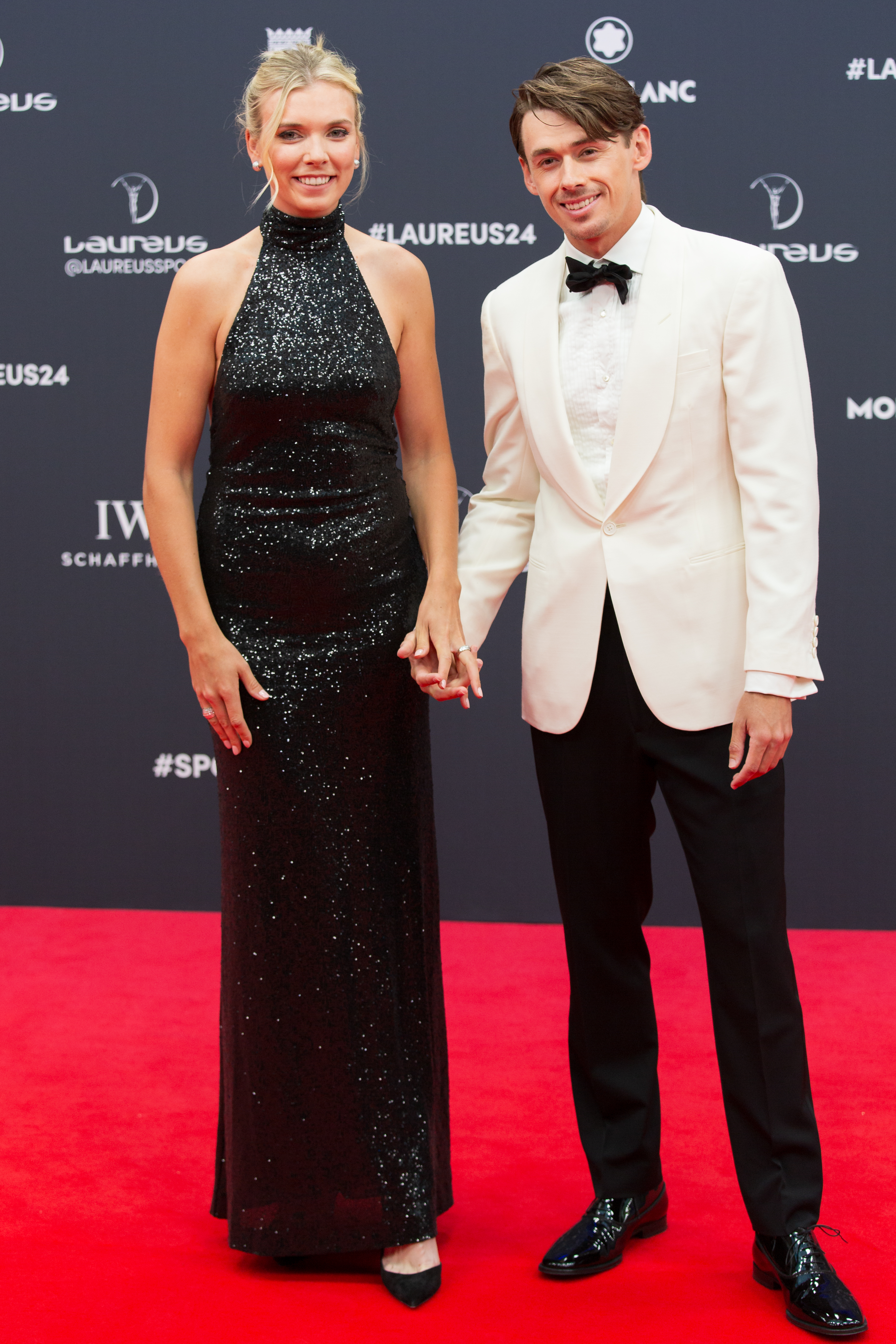
S partnerkou Katie Boulterovou na madridském vyhlášení cen Laureus, 2024

Narodil se roku 1999 v australském Sydney do rodiny španělské matky Ester a uruguayského otce Anibala de Minaurových. Má tři mladší sourozence, Daniela, Cristinu a Saru de Minaurovi. Tenis začal hrát ve čtyřech letech. Do pěti let žil v Austrálii, než se rodina přestěhovala do španělského Alicante. V roce 2012 se vrátil s rodiči na australský kontinent a ti po čtyřech letech odcestovali zpět do Španělska. Podle tenistova vyjádření začal obě bydliště střídat. V roce 2017 deníku Sydney Morning Herald sdělil: „Dříve jsem reprezentoval Španělsko, ale vždycky jsem se cítil být Australanem. Jakmile jsme se sem vrátili, první věcí kterou jsem chtěl udělat bylo — hrát za Austrálii.“
Hovoří anglicky, španělsky a francouzsky.
Partnerský vztah s britskou tenistkou Katie Boulterovou navázal v roce 2020. Dvojice jej poprvé veřejně medializovala na Mezinárodní den žen 2021. Jako spoluhráči poprvé nastoupili do smíšené čtyřhry ve Wimbledonu 2023. V prosinci 2024 se zasnoubili.

## Finále na okruhu ATP Tour
| Legenda                              |
| ------------------------------------ |
| D – dvouhra; Č – čtyřhra             |
| Grand Slam (0)                       |
| Turnaj mistrů (0)                    |
| ATP Tour Masters 1000 (0–1 D; 1–0 Č) |
| ATP Tour 500 (2–5 D)                 |
| ATP Tour 250 (7–3 D)                 |

### Dvouhra: 19 (10–9)
| Stav      | č.  | datum             | turnaj                                   | kategorie    | povrch    | soupeř ve finále            | výsledek           |
| --------- | --- | ----------------- | ---------------------------------------- | ------------ | --------- | --------------------------- | ------------------ |
| Finalista | 1.  | 13. ledna 2018    | Sydney, Austrálie                        | ATP 250      | tvrdý     | Daniil Medveděv             | 6–1, 4–6, 5–7      |
| Finalista | 2.  | 5. srpna 2018     | Washington, D.C., Spojené státy          | ATP 500      | tvrdý     | Alexander Zverev            | 2–6, 4–6           |
| Vítěz     | 1.  | 12. ledna 2019    | Sydney, Austrálie                        | ATP 250      | tvrdý     | Andreas Seppi               | 7–5, 7–6(7–5)      |
| Vítěz     | 2.  | 28. července 2019 | Atlanta, Spojené státy                   | ATP 250      | tvrdý     | Taylor Fritz                | 6–3, 7–6(7–2)      |
| Vítěz     | 3.  | 29. září 2019     | Ču-chaj, Čína                            | ATP 250      | tvrdý     | Adrian Mannarino            | 7–6(7–4), 6–4      |
| Finalista | 3.  | 27. října 2019    | Basilej, Švýcarsko                       | ATP 500      | tvrdý (h) | Roger Federer               | 2–6, 2–6           |
| Finalista | 4.  | 25. října 2020    | Antverpy, Belgie                         | ATP 250      | tvrdý (h) | Ugo Humbert                 | 1–6, 6–7(4–7)      |
| Vítěz     | 4.  | 13. ledna 2021    | Antalya, Turecko                         | ATP 250      | tvrdý     | Alexandr Bublik             | 2–0skreč           |
| Vítěz     | 5.  | 26. června 2021   | Eastbourne, Spojené království           | ATP 250      | tráva     | Lorenzo Sonego              | 4–6, 6–4, 7–6(7–5) |
| Vítěz     | 6.  | 31. července 2022 | Atlanta, Spojené státy (2)               | ATP 250      | tvrdý     | Jenson Brooksby             | 6–3, 6–3           |
| Vítěz     | 7.  | únor 2023         | Acapulco, Mexiko                         | ATP 500      | tvrdý     | Tommy Paul                  | 3–6, 6–4, 6–1      |
| Finalista | 5.  | 25. června 2023   | Queen's Club, Londýn, Spojené království | ATP 500      | tráva     | Carlos Alcaraz              | 4–6, 4–6           |
| Finalista | 6.  | 5. srpna 2023     | Los Cabos, Mexiko                        | ATP 250      | tvrdý     | Stefanos Tsitsipas          | 3–6, 4–6           |
| Finalista | 7.  | 13. srpna 2023    | Toronto, Kanada                          | Masters 1000 | tvrdý     | Jannik Sinner               | 4–6, 1–6           |
| Finalista | 8.  | 18. února 2024    | Rotterdam, Nizozemsko                    | ATP 500      | tvrdý (h) | Jannik Sinner               | 5–7, 4–6           |
| Vítěz     | 8.  | 2. března 2024    | Acapulco, Mexiko (2)                     | ATP 500      | tvrdý     | Casper Ruud                 | 6–4, 6–4           |
| Vítěz     | 9.  | 16. června 2024   | 's-Hertogenbosch, Nizozemsko             | ATP 250      | tráva     | Sebastian Korda             | 6–2, 6–4           |
| Finalista | 9.  | 9. února 2025     | Rotterdam, Nizozemsko                    | ATP 500      | tvrdý (h) | Carlos Alcaraz              | 4–6, 6–3, 2–6      |
| Vítěz     | 10. | 27. července 2025 | Washington D. C., Spojené státy          | ATP 500      | tvrdý     | Alejandro Davidovich Fokina | 5–7, 6–1, 7–6(7–3) |

### Čtyřhra: 1 (1–0)
| Stav  | č. | datum          | turnaj                  | kategorie    | povrch | spoluhráč           | soupeři ve finále         | výsledek |
| ----- | -- | -------------- | ----------------------- | ------------ | ------ | ------------------- | ------------------------- | -------- |
| Vítěz | 1. | 29. srpna 2020 | New York, Spojené státy | Masters 1000 | tvrdý  | Pablo Carreño Busta | Jamie Murray Neal Skupski | 6–2, 7–5 |

## Finále Next Gen ATP Finals

### Dvouhra: 2 (0–2)
| Stav      | č. | datum              | turnaj        | povrch    | soupeř ve finále   | výsledek                     |
| --------- | -- | ------------------ | ------------- | --------- | ------------------ | ---------------------------- |
| Finalista | 1. | 10. listopadu 2018 | Milán, Itálie | tvrdý (h) | Stefanos Tsitsipas | 4–2, 1–4, 3–4(3–7), 3–4(3–7) |
| Finalista | 2. | 9. listopadu 2019  | Milán, Itálie | tvrdý (h) | Jannik Sinner      | 2–4, 1–4, 2–4                |

## Finále na challengerech ATP a okruhu Futures
| Legenda                    |
| -------------------------- |
| Challengery (1–4 D; 0–0 Č) |
| Futures (1–2 D; 2–1 Č)     |

### Dvouhra: 8 (2–6)
| Stav      | č. | datum         | turnaj                         | okruh      | povrch      | soupeř ve finále         | výsledek      |
| --------- | -- | ------------- | ------------------------------ | ---------- | ----------- | ------------------------ | ------------- |
| Finalista | 1. | únor 2016     | Murcia, Španělsko              | Futures    | antuka      | Steven Diez              | 3–6, 4–6      |
| Finalista | 2. | květen 2016   | Vic, Španělsko                 | Futures    | antuka      | Jaume Munar              | 6–7(5–7), 5–7 |
| Finalista | 3. | listopad 2016 | Eckental, Německo              | Challenger | koberec (h) | Steve Darcis             | 4–6, 2–6      |
| Vítěz     | 1. | červenec 2017 | Póvoa de Varzim, Portugalsko   | Futures    | tvrdý       | Frederico Ferreira Silva | 6–1, 2–6, 6–2 |
| Finalista | 4. | srpen 2017    | Segovia, Španělsko             | Challenger | tvrdý       | Jaume Munar              | 3–6, 4–6      |
| Finalista | 5. | duben 2018    | Alicante, Španělsko            | Challenger | antuka      | Pablo Andújar            | 6–7(5–7), 1–6 |
| Finalista | 6. | červen 2018   | Surbiton, Spojené království   | Challenger | tráva       | Jérémy Chardy            | 4–6, 6–4, 2–6 |
| Vítěz     | 2. | červen 2018   | Nottingham, Spojené království | Challenger | tráva       | Dan Evans                | 7–6(7–4), 7–5 |

### Čtyřhra: 3 (2–1)
| Stav      | č. | datum         | turnaj                       | okruh   | povrch | spoluhráč             | soupeři ve finále                        | výsledek |
| --------- | -- | ------------- | ---------------------------- | ------- | ------ | --------------------- | ---------------------------------------- | -------- |
| Vítěz     | 1. | duben 2016    | Madrid, Španělsko            | Futures | tvrdý  | Carlos Boluda-Purkiss | Carlos Gómez-Herrera Akira Santillan     | 6–4, 6–4 |
| Finalista | 1. | květen 2016   | Saint-Dizier, Španělsko      | Futures | antuka | Carlos Boluda-Purkiss | Ramkumar Ramanathan David Vega Hernández | 3–6, 1–6 |
| Vítěz     | 2. | červenec 2017 | Póvoa de Varzim, Portugalsko | Futures | tvrdý  | Roberto Ortega Olmedo | Edward Bourchier Daniel Nolan            | 6–2, 6–1 |

## Finále soutěží družstev: 2 (0–2)
| Výsledek  | č. | datum a místo konání                                                                   | spoluhráči                                                   | soupeři                                                                               | skóre |
| --------- | -- | -------------------------------------------------------------------------------------- | ------------------------------------------------------------ | ------------------------------------------------------------------------------------- | ----- |
| Finalista | 1. | Davis Cup 2022 27. listopadu 2022 Málaga, Španělsko tvrdý (hala), Martin Carpena Arena | Thanasi Kokkinakis Max Purcell Jordan Thompson Matthew Ebden | Kanada                                                                                | 0–2   |
| Finalista | 1. | Davis Cup 2022 27. listopadu 2022 Málaga, Španělsko tvrdý (hala), Martin Carpena Arena | Thanasi Kokkinakis Max Purcell Jordan Thompson Matthew Ebden | Félix Auger-Aliassime Denis Shapovalov Vasek Pospisil Alexis Galarneau Gabriel Diallo | 0–2   |
| Finalista | 2. | Davis Cup 2023 26. listopadu 2023 Málaga, Španělsko tvrdý (hala), Martin Carpena Arena | Alexei Popyrin Max Purcell Jordan Thompson Matthew Ebden     | Itálie                                                                                | 0–2   |
| Finalista | 2. | Davis Cup 2023 26. listopadu 2023 Málaga, Španělsko tvrdý (hala), Martin Carpena Arena | Alexei Popyrin Max Purcell Jordan Thompson Matthew Ebden     | Jannik Sinner Lorenzo Musetti Matteo Arnaldi Lorenzo Sonego Simone Bolelli            | 0–2   |

## Finále na juniorském Grand Slamu

### Dvouhra juniorů: 1 (0–1)
| Stav      | rok  | turnaj    | povrch | soupeř ve finále | výsledek      |
| --------- | ---- | --------- | ------ | ---------------- | ------------- |
| Finalista | 2016 | Wimbledon | tráva  | Denis Shapovalov | 6–4, 1–6, 3–6 |

### Čtyřhra juniorů: 1 (1–0)
| Stav  | rok  | turnaj          | povrch | spoluhráč   | soupeři ve finále       | výsledek          |
| ----- | ---- | --------------- | ------ | ----------- | ----------------------- | ----------------- |
| Vítěz | 2016 | Australian Open | tvrdý  | Blake Ellis | Lukáš Klein Patrik Rikl | 3–6, 7–5, [12–10] |